# Tika Sumpter

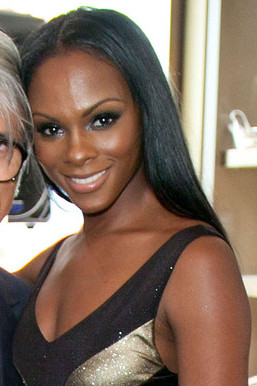
Tika Sumpter (2013)

Euphemia „Tika“ Sumpter (* 20. Juni 1980 in New York City, New York) ist eine US-amerikanische Schauspielerin. Sie ist bekannt für ihre Rollen der Layla Williamson in Liebe, Lüge, Leidenschaft und die wiederkehrende Rolle Raina Thorpe in Gossip Girl.

## Jugend
Sumpter wurde in New York City geboren und schloss die „Longwood Senior High School“ in Middle Island, New York ab. Danach Studierte sie am Marymount Manhattan College mit dem Hauptfach Kommunikation.

## Karriere
Sumpter begann ihre Karriere als Model und erschien in Werbespots für Hewlett-Packard und Liz Claibornes Curve Düfte. Im Jahr 2004 war sie Co-Gastgeber der Serie Best Friend's Date. Im folgenden Jahr bekam sie die Rolle der Layla Williamson in One Life to Live.
Von Januar bis Mai 2011 erschien Sumpter in Gossip Girl als Raina Thorpe, die Tochter von Russell Thorpe.
In dem Musikvideo zu It Girl von Jason Derulo spielte sie die Freundin des Sängers.
Am 12. September 2012 wurde bekannt gegeben, dass Sumpter in dem Musical-Film Sparkle neben Jordin Sparks, Whitney Houston, Derek Luke und Carmen Ejogo die jüngste der Schwestern spielen würde. Sparkle ist ein Remake des gleichnamigen Films von 1976. Im Mittelpunkt steht das musikalische Wunderkind Sparkle Williams (Jordin Sparks), das bestrebt ist, ein Star zu werden, woran die eigene Familie zerbricht. Ursprünglich war die R&B-Sängerin Aaliyah für die Rolle der Sparkle vorgesehen, die durch einen Flugzeugabsturz im Jahr 2001 zu Tode kam. Daraufhin wurde die Produktion des Films, dessen Dreharbeiten 2002 hätten beginnen sollen, eingestellt. Im Jahr 2012 erschien das geplante Remake von Sparkle mit Co-Star Sumpter. Der Film war im Herbst 2011 über einen Zeitraum von zwei Monaten gedreht worden. Die Filmpremiere fand am 17. August 2012 in den Vereinigten Staaten von Amerika statt.
2018 wurde Sumpter in die Academy of Motion Picture Arts and Sciences berufen, die jährlich die Oscars vergibt.

## Filmografie
- 2005–2011: Liebe, Lüge, Leidenschaft (One Life to Live, Fernsehserie, 234 Folgen)
- 2006: Law & Order: Special Victims Unit (Fernsehserie, 1 Folge)
- 2010: Stomp the Yard 2 (Stomp the Yard 2: Homecoming)
- 2010: Salt
- 2011: The Game (Fernsehserie, 10 Folgen)
- 2011: Der perfekte Ex (What's Your Number?)
- 2011: Whisper Me a Lullaby
- 2012: Gossip Girl (Fernsehserie, 11 Folgen)
- 2012: Denk wie ein Mann (Think Like a Man)
- 2012: Sparkle
- 2013: Being Mary Jane (Fernsehserie, Folge 1x01)
- 2013: My Man Is a Loser
- 2013–2021: The Haves and the Have Nots (Fernsehserie)
- 2014: Ride Along
- 2014: Get on Up
- 2015: Bessie (Fernsehfilm)
- 2016: My First Lady (Southside with You)
- 2016: Ride Along: Next Level Miami (Ride Along 2)
- 2018: Final Space (Fernsehserie, 10 Episoden)
- 2018: Ein Gauner & Gentleman (The Old Man & the Gun)
- 2018: Nobody’s Fool
- 2018: The Pages
- 2019: The Nomads
- 2019–2021: Mixed-ish (Fernsehserie)
- 2020: Sonic the Hedgehog
- 2022: Sonic the Hedgehog 2
- 2024: Knuckles
- 2024: Sonic the Hedgehog 3